# پاسکوآل رانیری مازیلی
پاسکوآل رانیری مازیلی (انگلیسی: Pascoal Ranieri Mazzilli; ۲۷ آوریل ۱۹۱۰ – ۲۱ آوریل ۱۹۷۵) سیاست‌مدار اهل برزیل بود.